# Травень 2024
Травень 2024 — п'ятий місяць 2024 року, що розпочався у середу 1 травня та закінчився у п'ятницю 31 травня.

## Свята та пам'ятні дні
- 1 травня, середа — Свято Весни і Праці та Міжнародний день солідарності трудящих, вихідний день в Україні.
- 4 травня, субота — День Катастрофи і героїзму європейського єврейства, відомий як Йом га-Шоа[1].
- 5 травня, неділя — Пасха Христова — Великдень, вихідний день в Україні.
- 8 травня, середа — День Перемоги над нацизмом у Другій світовій війні; День пам'яті та примирення в Україні
- 12 травня, неділя — День матері в Україні.

## Події
- 2 травня
  - Туреччина призупинила всю торгівлю з Ізраїлем як протест проти війни в Газі; у 2023 році товарообіг між країнами становив 6,8 мільярда доларів, з яких 76 % становив турецький експорт[2]
- 3 травня
  - Відбувся запуск китайської станції «Чан'е-6», що має зібрати зразки ґрунту зі зворотного боку Місяця[3]
- 4 травня
  - Концерт Мадонни на бразильському пляжі Копакабана зібрав рекордні 1,6 млн шанувальників[4]
  - Повені на Південному Сулавесі в Індонезії забрали життя 14 людей[5]
- 5 травня
  - Розпочався шестиденний візит голови КНР Сі Цзіньпіня в країни Європи (Францію, Сербію та Угорщину)[6]
- 6 травня
  - Чемпіоном світу зі снукеру став англієць Кайрен Вілсон, який переміг у фіналі валлійця Джека Джонса із рахунком 18—14[7]
- 8 травня
  - AstraZeneca відкликає вакцину проти COVID-19 з продажу в усьому світі пояснюючи це падінням продажів, що пов'язано з визнанням компанією того, що вакцина у рідкісних випадках може викликати тромбоз[8]
- 10 травня
  - Тривають паводки в Танзанії і Кенії[en] (418 загиблих) та Бразилії (107 загиблих)
  - У Чехії розпочався 87-й чемпіонат світу з хокею із шайбою міжнародної федерації хокею із шайбою (ІІХФ)
- 11 травня
  - Нідерландський виконавець Йост Кляйн дискваліфікований з фіналу Євробачення через повідомлення про усні погрози і перебуває під слідством шведської влади — це перший випадок, коли когось дискваліфікували під час самого фестивалю.[9]
  - Екстремальна геомагнітна буря спричинила полярне сяйво в Україні та світі[10]
- 12 травня
  - Переможцем «Євробачення 2024» став швейцарський співак Nemo із піснею «The Code»[11]
- 13 травня
  - У Новій Каледонії почалися заворушення через реформу виборчої системи, яка надає право голосу французам, які там живуть не менше десяти років[12]
- 14 травня
  - Парламент Грузії ухвалив законопроєкт «Про прозорість іноземного впливу», що призвело до масових протестів[13]
- 15 травня
  - На прем'єр-міністра Словаччини Роберта Фіцо вчинили замах після виїзного засідання уряду в місті Гандлова[14], нападника затримали, яким виявився 71-річний Юрай Цинтула[15]
- 17 травня
  - Прем'єр-міністр Сінгапуру Лі Сянь Лун йде у відставку після майже двадцяти років на посаді[16]
  - Першим британським музикантом-мільярдером став співзасновник The Beatles Пол Маккартні[17]
- 18 травня
  - В Україні запустили мобільний застосунок для військовозобов'язаних «Резерв+»[18]
  - Український боксер Олександр Усик став першим за 25 років абсолютним чемпіоном світу з боксу у важкій вазі, перемігши британця Тайсона Ф'юрі[19]
- 19 травня
  - В Ірані розбився гелікоптер на борту якого перебував президент країни Ібрагім Раїсі та кілька урядовців[20]
- 21 травня
  - Молдова стала першою країною з якою ЄС підписав безпекову угоду[21]
- 22 травня
  - Президентом В'єтнаму обрано генерала армії То Лама[22]
  - Італійська «Аталанта» вперше виграла Лігу Європи УЄФА, перервавши у фіналі 51-матчеву безпрограшну серію «Баєр 04» завдяки хет-трику Адемоли Лукмана[23]
- 23 травня
  - Папа Римський Франциск визнав святим італійського підлітка Карло Акутіса, якого ЗМІ називають «покровителем Інтернету» та «інфлюенсером Бога»[24]
- 24 травня
  - Міжнародний суд ООН ухвалив рішення, що Ізраїль повинен негайно припинити наступ на Рафах[25]
- 25 травня
  - Російські збройні сили завдали масованого обстрілу Харкова авіабомбами[26]
  - У провінції Мулітака у Папуа Новій Гвінеї стався зсув ґрунту, внаслідок чого загинуло понад дві тисячі людей[27]
- 26 травня
  - Ґітанас Науседа переобраний президентом Литви[28]
  - Чехія здолала Швейцарію та виграла домашній чемпіонат світу-2024 з хокею[29]
  - «Золоту пальмову гілку» отримала комедійна драма «Анора» від американського режисера Шона Бейкера[30]
- 28 травня
  - Парламент Грузії подолав вето президентки на «закон про іноагентів», попри масові протести[31]
- 30 травня
  - Суд над Дональдом Трампом: Суд присяжних визнав Трампа винним у «справі Стормі Деніелс»[32]
- 31 травня
  - У підсумку робочого візиту Президента України до Швеції для участі в Третьому Саміті «Україна — Північна Європа» було підписано безпекові угоди України зі Швецією, Норвегією та Ісландією[33][34]